# Bananarama
Bananarama ist eine britische Girlgroup. Ihre ersten Hits wie Shy Boy, Cruel Summer und Robert De Niro’s Waiting gehen auf das Konto des Produzententeams Steve Jolley und Tony Swain. Von 1986 bis 1989 wurden sie von dem Produzenten-Trio Stock Aitken Waterman betreut. Die Band verkaufte in ihrer Karriere bisher mehr als 40 Millionen Tonträger.

## Bandgeschichte

### 1981–1983: Entstehung und erstes Album
Gründungsmitglieder der Gruppe waren Siobhan Fahey, Keren Woodward und Sara Dallin, die zusammen den Demo-Song Aie a Mwana aufnahmen, der dem pseudo-japanischen Tanz-Album Le monde fabuleux des Yamasuki („Die fabelhafte Welt der Yamasuki“, Daniel Vangarde, Jean Kluger) aus dem Jahr 1971 entnommen wurde und nur zur Demonstration der stimmlichen Fähigkeiten der Bandmitglieder in der für Europäer noch schwerer sprechbaren Version der belgischen Formation „Black Blood“ (A.I.E. a Mwana, 1975, Michel Jasper) auf Band gesungen wurde. Entgegen einer oft geäußerten Vermutung handelt es sich bei der Black-Blood-Sprachversion nicht um Original-Swahili, sondern einen Kongo-Dialekt dieser afrikanischen Sprache.
Dieses originale Demoband war so überzeugend, dass es unbearbeitet in einer Single aufgelegt wurde und sich im Spätsommer 1981 schnell zu einem Underground-Hit entwickelte, der sich in den offiziellen Charts zwar nicht hoch platzieren konnte, aber der Band den ersten Plattenvertrag mit London Records sicherte. Der Song wurde in verschiedenen Versionen in nachfolgende Alben der Gruppe eingespielt. Die drei Frauen landeten auf dem Titelbild des trendigen Magazins The Face und wurden dort von der Post-Punk-Band Fun Boy Three gesehen, die sie einluden, als Gastsängerinnen auf ihrer Anfang 1982 erschienenen Single It Ain’t What You Do (It’s the Way That You Do It) aufzutreten. Die Platte wurde ein großer Hit und erreichte Platz vier der britischen Charts.
Auf der nächsten Platte Really Saying Something, einem Cover des Velvelettes-Hits aus den 1960er Jahren, revanchierten sich die „Fun Boy Three“ und steuerten nun ihrerseits die Gastvocals bei. Die Single erreichte im April 1982 Platz fünf in den britischen Charts. Auch die Titel Shy Boy (Juni 1982) und Na Na Hey Hey Kiss Him Goodbye (Februar 1983) konnten sich in den britischen Top Ten platzieren.
Anfang 1983 erschien Bananaramas Debüt-Album Deep Sea Skiving, das zum überwiegenden Teil vom damals erfolgreichen Team Steve Jolley / Tony Swain (Alison Moyet, Spandau Ballet) produziert wurde.

### 1984–1985: Zweites AlbumBananaramaund Durchbruch in den USA
Das im Frühjahr 1984 veröffentlichte zweite Album, schlicht Bananarama betitelt, wurde komplett von Jolley/Swain produziert. Es verschaffte der Band den Durchbruch in den USA und auf dem europäischen Kontinent. Die erste Singleauskopplung Cruel Summer erreichte im Juli 1983 in Großbritannien Platz acht und mit einem Jahr Verspätung die amerikanischen Top Ten, nachdem der Song in dem Film Karate Kid verwendet, aber nach dem Willen der Band nicht auf dem Soundtrack enthalten war. Größter Hit des Albums wurde im April 1984 der Titel Robert de Niro’s Waiting.
Bananarama versuchten mit diesem Album von ihrem bisherigen Spaß-Image wegzukommen und als Künstlerinnen ernst genommen zu werden. Ihre Songs, bei denen sie als Co-Autorinnen fungierten, beschäftigen sich daher auch mit sozialkritischen Themen wie Kinderarmut (Rough Justice), Drogensucht (Hotline to Heaven) und dem Bürgerkrieg in Nordirland (King of the Jungle). Hintergrund dieses Songs war die Tatsache, dass ein enger Freund der Band kurz zuvor in Belfast erschossen worden war.

### 1986: Weltweiter Erfolg mitVenus
Mit dem dritten Album True Confessions schafften Bananarama im Sommer 1986 endgültig den internationalen Durchbruch.
Für die zweite Single-Auskopplung Venus, einem Cover des 1970er-Jahre-Hits der niederländischen Rockband Shocking Blue, arbeiteten sie erstmals mit dem erfolgreichen britischen Produzententeam Stock/Aitken/Waterman zusammen, weil sie von deren Produktion des Dead-or-Alive-Hits You Spin Me Round (Like a Record) begeistert waren. Venus avancierte zum weltweiten Top-Hit und bescherte Bananarama ihren ersten (und bisher einzigen) Nummer-1-Hit in den USA. In zahlreichen weiteren Ländern erreichte der Titel Top-Platzierungen, jedoch nicht in ihrer Heimat, wo er nur auf Platz acht kam.
Abgesehen von der wenig erfolgreichen dritten Single More Than Physical waren die übrigen Titel des Albums wieder von Jolley/Swain produziert. Venus mit seinem High-Energy-Sound ist denn auch nicht typisch für den Sound des Albums, das insgesamt von einer eher ruhigen Stimmung geprägt ist und von langsamen Stücken und Midtempo-Nummern dominiert wird. Auch textlich schlägt sich diese Stimmung nieder. So handelt etwa der Song Trick of the Night, der Ende 1986 als letzte Single ausgekoppelt wurde, von einem Strichjungen.

### 1986–1988: Zusammenarbeit mit Stock/Aitken/Waterman und Abschied von Siobhan Fahey
Nach ihrem großen Erfolg mit Venus entschloss sich die Band, ihr viertes, im Herbst 1987 erschienenes Album Wow! ausschließlich von Stock/Aitken/Waterman produzieren zu lassen.
Der glatte Dance-Pop-Sound des Albums stieß allerdings nicht bei allen Fans auf Gegenliebe. Kommerziell war das Album aber sehr erfolgreich. Fünf Singles erreichten die britischen Top 20, zwei davon die Top 10.
I Heard a Rumour, die erste Single, erreichte als letzte Bananarama-Single auch die amerikanischen Top Ten. Die zweite Single Love in the First Degree, die auf der Harmonie des Pachelbel-Kanons basiert, erreichte in Großbritannien Platz drei und war dort damit einer der größten Hits der Band.
Vom Image her entwickelte sich das Trio in Richtung Camp. In ihren Musikvideos traten sie in verrückten ultrabunten Kostümen auf und tanzten dilettantisch teilweise absurde Choreographien. Zum Markenzeichen der Band wurden knapp bekleidete, muskulöse Backgroundtänzer, mit denen sie gezielt auch ein homosexuelles Publikum ansprachen. Höhepunkt dieses Stils war eine Live-Performance von Love in the First Degree bei der Verleihung der Brit Awards 1988, bei der eine ganze Armada gut gebauter junger Männer in sehr knappen Hosen auftrat und eine stark sexuell konnotierte, Aerobic-artige Choreographie vollführte.
Dies war der letzte Auftritt mit Siobhan Fahey, die wenig später die Band verließ. Fahey, die im Jahr zuvor den Eurythmics-Musiker Dave Stewart geheiratet und einen gemeinsamen Sohn zur Welt gebracht hatte, war schon seit längerem unzufrieden mit dem von Stock/Aitken/Waterman geprägten kommerziellen Sound der Band. Bei den Aufnahmen zum Album Wow! hatte es Auseinandersetzungen zwischen ihr und den Produzenten gegeben. So hielt sich die Sängerin bei der Aufnahme des Songs Strike It Rich demonstrativ die Hand vor den Mund, da sie den Text als zu materialistisch empfand.
Noch im selben Jahr gründete Fahey das Solo-Projekt Shakespears Sister, das kurze Zeit später mit der amerikanischen Sängerin und Gitarristin Marcella Detroit zum erfolgreichen Duo erweitert wurde.

### 1988–1989: Jacquie O’Sullivan als neues Bandmitglied und Eintrag ins Guinness-Buch der Rekorde
Nach dem Weggang von Fahey wollten Sara Dallin und Keren Woodward als Duo weitermachen, aber die Plattenfirma befand, dass Bananarama ein Trio bleiben sollte. So wurde im Frühjahr 1988 Jacquie O’Sullivan, ehemalige Sängerin der Rockabilly-Band Silleagh Sisters und eine alte Freundin der Bandmitglieder, als Ersatz für Fahey rekrutiert. Für I Want You Back, die vierte Single-Auskopplung aus dem Album Wow!, wurde der Gesang mit O’Sullivan neu eingespielt. Der Song erreichte Platz fünf der britischen Charts.
Kurz nach diesem Erfolg veröffentlichten Bananarama im Herbst 1988 die Greatest Hits Collection, auf der mit Love, Truth & Honesty auch ein neuer Song vertreten war. Das Album wurde zum erfolgreichsten ihrer Karriere, erreichte Platz drei in den britischen LP-Charts und die Band erhielt einen Eintrag ins Guinness-Buch der Rekorde als bis dahin erfolgreichste britische Girl-Band aller Zeiten.
Anfang 1989 nahmen Bananarama für das Comic-Relief-Projekt eine Coverversion des Beatles-Hits Help! auf. Als Gäste sangen bei den Aufnahmen das Komikerduo French & Saunders und die Schauspielerin Kathy Burke unter dem Namen „Lananeeneenoonoo“ mit; sie hatten Bananarama zuvor in einer TV-Show parodiert. Die Single erreichte Platz drei in den UK-Charts und ist bis heute der letzte britische Top-Ten-Hit der Band. Im Anschluss absolvierte die Band ihre erste (und bis heute einzige) Welttournee, die sie bis nach Japan und Australien führte.

### 1990–1991: Neue Produzenten und das AlbumPop Life
Nachdem die Bandmitglieder mit ersten unter der Regie von Stock/Aitken/Waterman entstandenen Demoaufnahmen unzufrieden waren, wählten sie für ihr fünftes Album neue Produzenten aus, darunter erneut Jolley/Swain und den Ex-Killing-Joke-Bassisten Youth, der sich einen Namen als Dance-Produzent gemacht hatte. Nur zwei von Stock/Aitken/Waterman produzierte Songs kamen auf Druck der Plattenfirma auf das Album, wurden aber nicht als Singles ausgekoppelt.
Das im Mai 1991 auf den Markt gebrachte Album Pop Life war geprägt von einem experimentellen Sound, Dance-Beats, Samples und ungewöhnlichen Instrumentierungen (z. B. Flamenco-Gitarren auf dem Cover von Long Train Runnin').
Während die Kritik zum Teil durchaus positiv reagierte, hatte das Album kommerziell gesehen nur bescheidenen Erfolg: Drei Singles erreichten die Top 40 der britischen Charts und der Song Preacher Man erreichte Anfang 1991 mit Platz 20 noch die höchste Platzierung. Außerhalb der Heimat der Band war der Erfolg noch geringer.

### 1992–1994: Abschied von Jacquie O’Sullivan und Verlust des Plattenvertrages
Nach dem relativen Misserfolg des Albums Pop Life verließ Jacquie O’Sullivan bereits Anfang 1992 die Band. Während Dallin und Woodward ihr mangelndes Interesse und Engagement für die Band vorwarfen, beklagte O’Sullivan sich darüber, auch vier Jahre nach ihrem Einstieg immer noch als „die Neue“ in der Band angesehen und mit Siobhan Fahey verglichen zu werden. Später wurde bekannt, dass von vornherein vertraglich festgelegt war, dass O’Sullivan in künstlerischen Belangen keinerlei Mitspracherechte zustanden.
Von da an machten Dallin und Woodward als Duo weiter. Auf Druck der Plattenfirma – laut Vertrag hatten sie noch ein Album für London Records abzuliefern – arbeiteten sie wieder mit den inzwischen ebenfalls zum Duo geschrumpften Produzenten-Team Mike Stock und Pete Waterman zusammen.
Das Anfang 1993 erschienene Album Please Yourself war ursprünglich unter dem Arbeitstitel Abbabanana als Konzept-Album mit einem an die schwedische Erfolgsband ABBA angelehnten Sound gedacht. Dieses Konzept wurde jedoch verworfen, lediglich der zweiten Single Last Thing on My Mind (Ende 1992), die floppte, aber später im Jahr 1998 von den Steps erfolgreich gecovert wurde, ist das ursprüngliche Konzept noch anzuhören.
Das Album wurde von der Kritik überwiegend negativ aufgenommen: Die Produzenten Stock und Waterman hatten ihren Zenit längst überschritten und verhalfen dem Album zu einem glatten, seelenlosen Sound, während die Songs bisweilen ins Schlagerhafte abdrifteten.
Auch der kommerzielle Erfolg des Albums war mäßig. Die zwei Singles Movin’ On (Sommer 1992), dessen Bridge Note für Note mit den Strophen von Jason Donovans Hit Everyday (I Love You More) (1989) übereinstimmt, und More More More (Anfang 1993), ein Cover des Disco-Hits von Andrea True Connection, erreichten jeweils Platz 24 der britischen Charts. Das Album selbst verkaufte sich schlecht, konnte sich nur eine Woche in den britischen Album-Charts halten, und die Plattenfirma London Records verlängerte den Vertrag nicht.

### 1995–2001: Wenig erfolgreiche Jahre bei Independent-Labeln
Ihre nächsten Alben konnten Bananarama daher nur auf kleineren Independent-Labels veröffentlichen.
Im Herbst 1995 erschien das Album Ultra Violet. In Japan erschien es, erweitert um einen Song, unter dem Titel I Found Love. Produziert von Garry Miller lehnen sich die Songs an den damals aktuellen Eurodance-Sound an. In ihrer Heimat fand das Album keinen Vertrieb und konnte sich daher auch nicht in den Charts platzieren. Auch außerhalb Großbritanniens war der Erfolg gleich null. Lediglich die erste Single-Auskopplung, das atmosphärische Every Shade of Blue, konnte mit einer Top-50-Platzierung in den amerikanischen Dance-Charts einen kleinen Achtungserfolg verbuchen. Neben dem den Bandnamen tragenden zweiten Album ist Ultra Violet das einzige Bananarama-Album, das keine Coverversion enthält.
Nach einer einmaligen Reunion mit Siobhan im Rahmen der Sendung Eurotrash des britischen TV-Senders Channel Four (1998), in der sie gemeinsam eine Version des Abba-Klassikers Waterloo sangen, gingen Woodward und Dallin im Jahr 2000 wieder ins Studio, um zusammen mit dem französischen Produzententeam von Krysty Music Ltd. ihr achtes reguläres Studioalbum Exotica aufzunehmen. Neben acht neuen Songs, darunter einer Cover-Version des George-Michael-Hits Careless Whisper, nahmen Bananarama auch vier alte Hits (Cruel Summer, Robert de Niro’s Waiting, I Heard a Rumour und Venus) in neuem musikalischen Gewand auf.
Das Album, schlecht produziert und lieblos gestaltet, erschien nur in Frankreich im Jahr 2001 und war weder dort noch sonst irgendwo erfolgreich. Im Handel erhältliche Singles wurden nicht ausgekoppelt, denn Careless Whisper und If erschienen lediglich als Promo-Singles.
Woodward und Dallin bezeichneten die Arbeiten an dem Album im Rückblick als „Alptraum“.

### 2001–2008: Erneute kurze Besetzung mit Siobhan Fahey und Comeback
Ebenfalls 2001 feierte die Band auf dem G-A-Y-Event in London ihr zwanzigjähriges Bestehen, wobei Siobhan Fahey für eine „allerletzte“ Wiedervereinigung mit auf die Bühne kam.
2004 erschien ein Bootleg des Solasso-Remixes von Really Saying Something, der Platz drei in den britischen Dance-Charts erreichte. Parallel dazu begannen die Aufnahmen für Bananaramas neuntes Album Drama. Im Gegensatz zu den beiden vorhergegangenen Alben bereiten Bananarama ihren erneuten Comebackversuch diesmal aufwendiger vor. Zu diesem Zweck richteten sie unter anderem eine völlig neu gestaltete Homepage (bananarama.co.uk) mit ausführlicher Bandgeschichte, Diskografie, Plattencovern, Kritiken und Musikvideos ein.
Im Juli 2005 wurde erstmals seit 1993 wieder eine Bananarama-Single im Heimatland der Band veröffentlicht. Die Single Move in My Direction stieg auf Platz 14 der britischen Charts ein und war damit ihr bestplatzierter Hit in ihrer Heimat seit über 16 Jahren. Auch in Deutschland erreichte die Band mit Move in My Direction erstmals seit 1993 wieder eine Chartplatzierung, wenn auch nur für eine Woche auf Platz 93. Die zweite Single Look on the Floor (Hypnotic Tango), dessen Refrain vom achtziger Jahre Italo-Disco-Hit Hypnotic Tango der Band My Mine stammt, erreichte Platz 26. Das Album Drama, produziert u. a. von Brian Higgins (Sugababes, Girls Aloud), floppte trotzdem und konnte sich nicht in den Top 100 der britischen Album-Charts platzieren.
Während die Plattenfirma die Band wegen des ausbleibenden Erfolgs fallen ließ, erreichten die beiden Singles in Amerika Achtungserfolge in den Dance-Charts.

### Seit 2009:Viva, weitere Platten und Wiedervereinigung

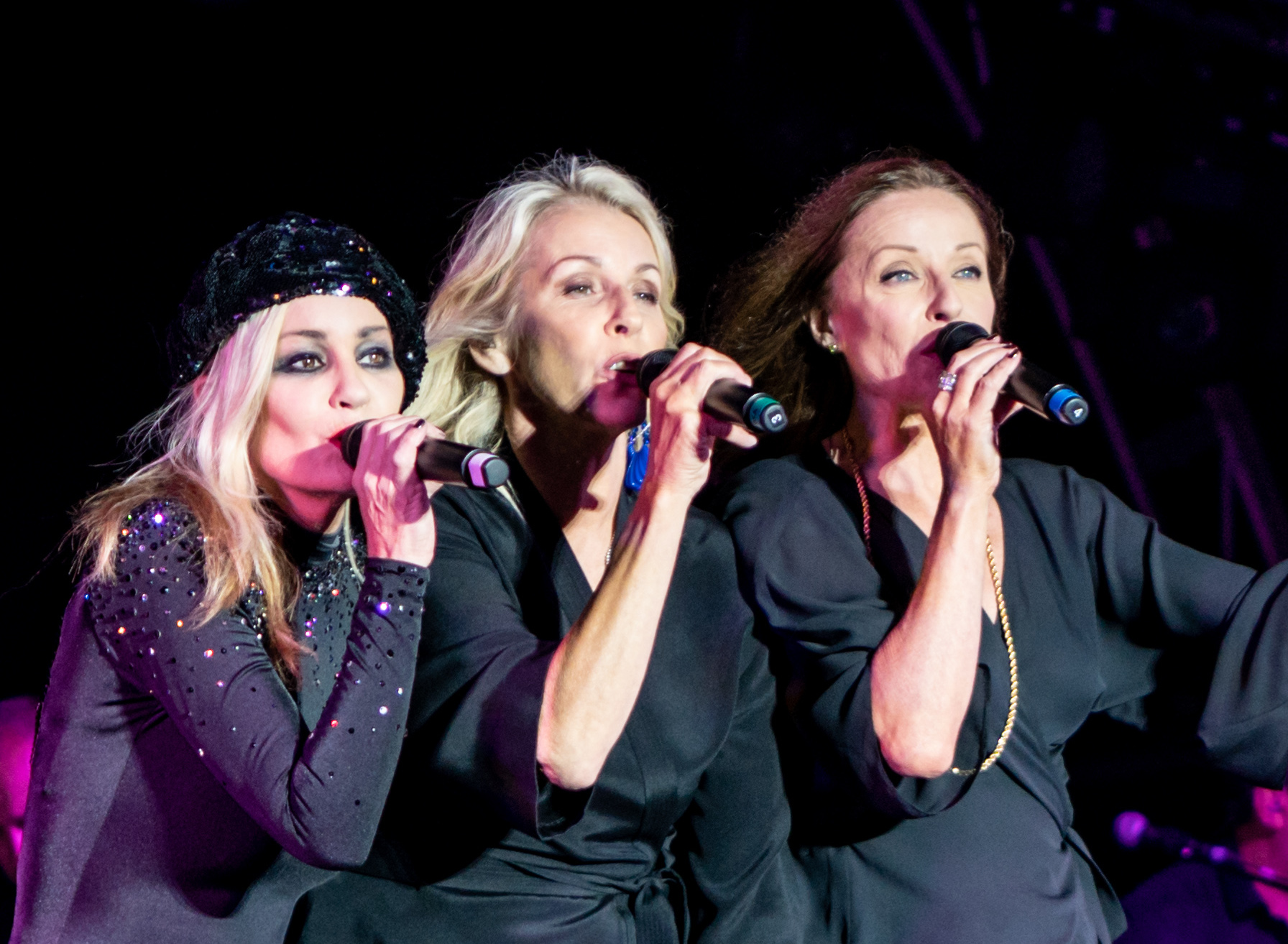
Bananarama (2018)

Im September 2009 veröffentlichten Bananarama ihr vorläufig ausschließlich in England erschienenes Album Viva (Platz 87). Auf ihm sind neben Coverversionen wie Rapture (ursprünglich von iiO), S-S-S-Single Bed (Fox) und The Runner (Three Degrees) die Singles Love Comes (Platz 44) und Love Don’t Live Here enthalten. Darüber hinaus finden sich auf den Rückseiten der picture discs von Love Comes weitere Coverversionen wie Voyage Voyage (Desireless) und Tokyo Joe (Bryan Ferry). Über iTunes UK wurden ebenso The Sound of Silence (Simon & Garfunkel) sowie Run to You (Bryan Adams) veröffentlicht. Kurz vor Weihnachten 2010 veröffentlichten Bananarama die Single Baby It’s Christmas ausschließlich über iTunes in England und Europa, angeblich ohne Unterstützung einer Plattenfirma. Der Song wurde von Sara Dallin und Ian Masterson geschrieben, und von Masterson und Almighty neu abgemischt.
Im September 2012 erschien auf iTunes weltweit eine neue EP, auf der sich folgende Stücke befinden: Now or Never inklusive Extended Remix, La La Love sowie die Coverversion des international populären Hits Moves Like Jagger von Maroon 5. Als Bonustrack wurde ein neuer Remix des Klassikers Movin’ On veröffentlicht.
Anfang 2017 wurde bekanntgegeben, dass Siobhan Fahey an der in November und Dezember desselben Jahres stattfindenden Original-Line-Up-Tour dabei sein würde. Die Tour begann in Irland und England und führte die Band auch nach Kanada und die USA im Februar 2018. Ein Live-Mitschnitt der Tour, Live at the London Hammersmith Apollo, wurde veröffentlicht. Nach einigen Auftritten bei Festivals verließ Siobhan die Band wieder. Im Januar 2019 teilten Bananarama auf ihrer Homepage mit, dass ihr elftes Album mit dem Titel In Stereo am 19. April erscheinen werde. Ein erster Track Dance Music wurde als Teaser zum Download bereitgestellt. Begleitet wurde das neue Album von einer Promo-Tour in England.
Am 29. Oktober 2020 veröffentlichten Dallin und Woodward ihre Autobiographie mit dem Titel Really Saying Something. Am 29. April 2022 veröffentlichten Dallin und Woodward den Track Favourite aus ihrem zwölften Album Masquerade, das am 22. Juli 2022 veröffentlicht wurde.

## Diskografie
Studioalben

| Jahr | Titel            | Höchstplatzierung, Gesamtwochen, AuszeichnungChartplatzierungen (Jahr, Titel, Platzierungen, Wochen, Auszeichnungen, Anmerkungen) | Höchstplatzierung, Gesamtwochen, AuszeichnungChartplatzierungen (Jahr, Titel, Platzierungen, Wochen, Auszeichnungen, Anmerkungen) | Höchstplatzierung, Gesamtwochen, AuszeichnungChartplatzierungen (Jahr, Titel, Platzierungen, Wochen, Auszeichnungen, Anmerkungen) | Höchstplatzierung, Gesamtwochen, AuszeichnungChartplatzierungen (Jahr, Titel, Platzierungen, Wochen, Auszeichnungen, Anmerkungen) | Höchstplatzierung, Gesamtwochen, AuszeichnungChartplatzierungen (Jahr, Titel, Platzierungen, Wochen, Auszeichnungen, Anmerkungen) | Anmerkungen                                              |
| Jahr | Titel            | DE | AT | CH | UK | US | Anmerkungen                                              |
| ---- | ---------------- | --- | --- | --- | --- | --- | -------------------------------------------------------- |
| 1983 | Deep Sea Skiving | — | — | — | UK8 Silber · (16 Wo.)UK | US63 (19 Wo.)US | Erstveröffentlichung: März 1983 Verkäufe: + 60.000       |
| 1984 | Bananarama       | DE45 (10 Wo.)DE | — | CH9 (10 Wo.)CH | UK16 Silber · (11 Wo.)UK | US30 (36 Wo.)US | Erstveröffentlichung: April 1984 Verkäufe: + 60.000      |
| 1986 | True Confessions | DE25 (10 Wo.)DE | — | CH6 (10 Wo.)CH | UK46 (5 Wo.)UK | US15 Gold · (28 Wo.)US | Erstveröffentlichung: Juni 1986 Verkäufe: + 500.000      |
| 1987 | Wow!             | DE65 (1 Wo.)DE | — | CH22 (3 Wo.)CH | UK26 Gold · (26 Wo.)UK | US44 (26 Wo.)US | Erstveröffentlichung: September 1987 Verkäufe: + 110.000 |
| 1991 | Pop Life         | — | — | — | UK42 (1 Wo.)UK | — | Erstveröffentlichung: Mai 1991                           |
| 1993 | Please Yourself  | DE95 (3 Wo.)DE | — | — | UK46 (1 Wo.)UK | — | Erstveröffentlichung: April 1993                         |
| 1995 | Ultra Violet     | — | — | — | — | — | Erstveröffentlichung: November 1995                      |
| 2001 | Exotica          | — | — | — | — | — | Erstveröffentlichung: 2001                               |
| 2005 | Drama            | — | — | — | — | — | Erstveröffentlichung: November 2005                      |
| 2009 | Viva             | — | — | — | UK87 (1 Wo.)UK | — | Erstveröffentlichung: September 2009                     |
| 2019 | In Stereo        | — | — | — | UK29 (1 Wo.)UK | — | Erstveröffentlichung: April 2019                         |
| 2022 | Masquerade       | — | — | — | UK22 (1 Wo.)UK | — | Erstveröffentlichung: 22. Juli 2022                      |

## Trivia
In der deutschen Synchronfassung der 11. Folge der 1. Staffel von Scrubs – Die Anfänger möchte die Figur J. D. die Stille unterbrechen und „was, egal was“ sagen und sagt daraufhin den Namen der Band. In der Originalversion verwendet er das in Deutschland wenig bekannte Wort „banana hammock“, einen umgangssprachlichen Begriff für eine Speedo-artige Badehose. Aufgrund der Ähnlichkeit der beiden Wörter wurde im Deutschen auf den Bandnamen zurückgegriffen.
In einer Szene in Otto – Der neue Film (1987) unternimmt Otto Waalkes mit seiner Angebeteten Gaby einen Waldspaziergang und bleibt mit ihr vor einer Tanne mit Tannenzapfen stehen. Otto pflückt sich einen Zapfen und isst ihn mit den Worten: „Die letzte Ernte des Bananenbaumes: die Waldbanane. Ein bisschen holzig, aber dafür ungespritzt und ohne das gefährliche Bananarama!“
In der Serie Malcolm Mittendrin (2000–2006), 1. Episode der 7. Staffel, gehen Malcolm und seine Familie zum Burning Man. Als er darauf zur Schamanin geht, kommen sie sich näher und die Schamanin sagt, als sie gefragt wird, „welche Band sie am besten findet“: Bananarama.
Auf dem im Oktober 1998 erschienenen Album Fettes Brot lässt grüßen der deutschen Hip-Hop-/Pop-Gruppe Fettes Brot finden sich zwei Referenzen zu Bananarama: Das (mit Tocotronic entstandene) Stück Nicolette Krebitz wartet ist eine Coverversion von Robert de Niro’s Waiting … und im Stück Rock Mic’s heißt es im Zusammenhang mit dem Relaxen nach einem Konzert: „Glücklich und zufrieden liegen wir im Bett / es läuft Bananarama“.